# Khammam
Khammam – miasto w Indiach, w stanie Telangana. W 2011 roku liczyło 262 255 mieszkańców.